# Kyrylo Fesenko
Kyrylo Anatolijovič Fesenko (in ucraino Кирило Анатолійович Фесенко?; Dnipropetrovs'k, 24 dicembre 1986) è un cestista ucraino, di ruolo centro.

## Carriera
È stato selezionato dai Philadelphia 76ers al secondo giro del Draft NBA 2007 (38ª scelta assoluta).
Il 6 gennaio 2016 viene ingaggiato fino al termine della stagione dalla Pallacanestro Cantù.
Dopo aver terminato la stagione con la Pallacanestro Cantù firma in Francia con l'AS Monaco per i playoff di Pro A.
Il 16 agosto 2016 passa alla Società Sportiva Felice Scandone.

## Palmarès
- Campionato ucraino: 1

Dnipro: 2019-20